# 马丁·施密特 (手球运动员)
马丁·施密特（德語：Martin Schmidt，1969年12月22日—），德国前男子手球运动员。他曾代表德国国家队参加1996年夏季奥林匹克运动会手球比赛，结果队伍获得第七名。